# 蘇南洲
蘇南洲（1953年10月14日—2020年2月27日），臺灣人權運動者，以基督新教活動促使二二八事件和解、與召集反雛妓人士推動《兒童及少年性交易防制條例》立法。

## 生平

### 早年生活
蘇南洲為1953年10月14日生於台北，大學就讀於東海大學建築系。大學讀書時，他擔任校內基督教刊物《葡萄園雜誌》社長。他在台灣大學土木所都市計畫組（今建築與城鄉研究所）碩士畢業後，並無去建築業，而是先擔任《新新生命》雜誌總編輯。
1982年，蘇南洲與彭海瑩結婚，婚後生獨生女蘇昱璇。1987年，他與妻子創立基督教《曠野》雜誌社。

### 二二八關懷
1989年2月28日，蘇南洲一家人在艋舺教會舉辦的「二二八公義和平紀念禮拜」，首次目睹二二八事件遺眷見證，便開始投入二二八關懷行列。對於二二八平反運動，蘇南洲主張以柔性抗衡（Soft Encounter）方式，融入濃郁的宗教關懷，以降低政治抗爭、化解對立、產生同理、形成共識。蘇南洲以曠野社的名義擔任「1990平安禮拜」召集人，在1990年12月8日於臺北懷恩堂為二二八事件遺眷禮拜，邀翁修恭、周聯華為籌備主任委員，其餘籌備委員有互談會的商正宗、聖經公會的蔡仁理、基督教青年會的張家惠、《教會公報》的盧俊義、天路美工的丁遠屏、世界展望會的張翹林、視聽聯合會的吳文雄、中央聯青會的鄭信真、《方向》雜誌社的陳南州、救世傳播協會的洪善群、長老會的陳福住、許承道、李孝忠、浸信會的蔡鈴敏、伊甸基金會的劉俠、原住民關懷協會的許石枝、青年歸主協會的廖明發、逐家文字佈道會的柯從心、《新使者》雜誌社的張麗淑、福音證主協會的蘇文魁等。當天，翁修恭、周聯華等牧師除為二二八事件遺眷講道，蘇南洲安排郝柏村與遺眷同坐會眾席。此活動除當時輿論關注外，也改變社會對二二八事件相關政治議題態度。
1991年3月2日，蘇南洲帶著二二八家屬組成的團契成員的張玉蟬、李月美等，從濟南基督長老教會步行至中華民國總統府，以提出真相公布、道歉賠償、豎立中央二二八紀念碑、成立二二八國家紀念館、創立二二八事件紀念基金會、設立二二八和平紀念日等五項訴求。蘇南洲並聯繫家屬，以通訊投票方式參加行政院二二八事件專案小組。同月17日，蘇南洲在濟南教會籌組「二二八關懷聯合會」，率先捐出新台幣一萬元作推動各樣關懷事工的基金。蘇南洲常說二二八事件能獲得政府建碑立館、道歉賠償，最要感謝的人便是李登輝。

### 反雛妓行動
勵馨基金會於1992年提出由內政部審核補助的研究計畫研究報告，指出全臺灣現有雛妓高達六萬人，引起廣泛注意。蘇南洲擔任反雛妓行動聯盟召集人，呼籲社會重視原住民販賣女童與福利問題。在反雛妓行動專案的推動下，促使立法院在1994年通過《兒童及少年性交易防制條例》。

## 去世
蘇南洲有先天性心臟病，1996年主動脈及心臟瓣膜置換手術後，身體狀況每況愈下。2020年2月27日清晨，在睡夢中去世。生前他有將專欄「號角」的文章，集結為《風火山林》一書。次年，遺孀彭海瑩彙整丈夫在《曠野》雜誌〈號角〉專欄2010年後的文章，集結成書籍《行公義，好憐憫——一個基督徒社會參與的信念與行動》。